# Prospalta hilaris
Prospalta hilaris là một loài bướm đêm trong họ Noctuidae.